# تيري فاريل (مهندس معماري)
تيري فاريل (بالإنجليزية: Terry Farrell) هو مهندس معماري بريطاني، ولد في 12 مايو 1938 في Sale, Greater Manchester ‏ في المملكة المتحدة.